# Mount Olympus
Mount Olympus je nejvyšší hora Olympijského pohoří. Leží v severozápadní části státu Washington, ve Spojených státech amerických.
Nachází se přibližně 100 km západně od Seattlu. Hora má jednu z nejvyšších prominencí ve Spojených státech (2 389 m). Přesto, že má Mount Olympus relativně nízkou nadmořskou výšku (2 429 m), nachází se na hoře řada ledovců. Mount Olympus je součástí Olympijského národního parku.